# John Adelbert Parkhurst
John Adelbert Parkhurst (* 24. September 1861 in Dixon, Illinois; † 1. März 1925 in Williams Bay, Wisconsin) war ein US-amerikanischer Astronom.
Er besuchte das Rose Polytechnicum in Terre Haute, Indiana, das er 1886 mit dem Grad eines Bachelors abschloss.
Nach dem Studium kehrte er nach Marengo in Illinois zurück. Dort betrieb er ein kleines, privates Observatorium, das er hauptsächlich zur Beobachtung von veränderlichen Sternen benutzte. 1897 wurde in der Nähe das Yerkes-Observatorium erbaut und 1898 schloss er sich der dortigen Mannschaft als freiwilliger Forschungsassistent an. Im Jahre 1900 wurde er als Assistent übernommen. Er blieb für die nächsten 25 Jahre Mitglied der Sternwarte und wurde später als außerordentlicher Professor an die University of Chicago berufen, wo er sich auf angewandte Astronomie spezialisierte.
Seine bedeutendste Arbeit lag auf dem Gebiet der Photometrie. Er nahm an drei Expeditionen zu Sonnenfinsternissen teil, kam aber nur bei seiner letzten Teilnahme 1925 in den Genuss klarer Beobachtungsmöglichkeiten. Während seines Schaffens veröffentlichte er circa 100 Artikel über Astronomie, und zwar sowohl vor als auch während seiner Zeit an der Yerkes-Sternwarte. 1905 wurde er zum Mitglied der Royal Astronomical Society gewählt. Am 27. Februar 1925 erlitt er eine Gehirnblutung und starb wenige Tage danach.
Der Krater Parkhurst auf dem Mond ist nach ihm benannt.